# Kitsegukla
Kitzegukla (Kitsegukla; 'ljudi planine Zekukla'). Kitksanska divizija i grad na gornjem toku rijeke Skeena, malo ispod Hazeltona, Britanska Kolumbija, Kanada. Postoji stari i novi grad ovog imena. Prema Boasu, ovdje su postojala dva klana, Gavran i Medvjed, a ljudi potonjeg su se posebno zvali Gyîsg ā'hast. Populacina oba grada iznosila je 91 1904.)